# Syrwatynci
Syrwatynci (ukr. Сирватинці) – wieś na Ukrainie, w obwodzie chmielnickim, w rejonie chmielnickim, w hromadzie Gródek, nad Jaromyrką. W 2001 liczyła 608 mieszkańców, spośród których 607 wskazało jako ojczysty język ukraiński, a 1 rosyjski.